# Irene Ducas Láscaris
Irene Ducas Láscaris (en búlgaro: Ирина Ласкарина Асенина, en griego: Ειρήνη Δούκαινα Λασκαρίνα) fue zarina consorta de Bulgaria desde 1258 hasta 1268. Fue la segunda esposa del zar Constantino Tij de Bulgaria.

## Biografía
Era hija de Teodoro II Láscaris, emperador de Nicea, y su esposa Helena Asen de Bulgaria. Irene fue la hermana del emperador bizantino Juan IV Ducas Láscaris. Sus abuelos maternos fueron el zar Iván Asen II y Ana María de Hungría.
En 1257 Irene se casó con el noble búlgaro Constantino Tij como su segunda esposa. Su marido era un pretendiente a la corona búlgara. Constantino estaba orgulloso de estar casado con una nieta del zar Iván Asen II y adoptó el nombre de la dinastía búlgara Asen para mejorar su posición como legítimo gobernante de Bulgaria. Al año siguiente Constantino Tij Asen fue elegido zar de Bulgaria por un consejo de boyardos en Tarnovo e Irene convirtió en su consorte.
En 1261 el hermano de Irene, el emperador bizantino Juan IV Ducas Láscaris, fue depuesto por Miguel VIII Paleólogo, que tomó el poder en el Imperio bizantino. La zarina Irene fue una acérrima enemiga del usurpador. Se convirtió en líder de la facción anti-bizantina en la corte búlgara.
Irene murió en 1268. No llegó a tener hijos con su esposo.